# Фулбек
Фулбек (фр. Foulbec) насеље је и општина у северној Француској у региону Горња Нормандија, у департману Ер која припада префектури Берне.
По подацима из 2011. године у општини је живело 578 становника, а густина насељености је износила 48,74 становника/km². Општина се простире на површини од 11,86 km². Налази се на средњој надморској висини од 80 метара (максималној 116 m, а минималној 1 m).

## Демографија
| 1962. | 1968. | 1975. | 1982. | 1990. | 1999. | 2011. |
| ----- | ----- | ----- | ----- | ----- | ----- | ----- |
| 260   | 283   | 303   | 353   | 411   | 467   | 578   |

График промене броја становника у току последњих година